# 馬來西亞電影
馬來西亞電影起源於1930年代。目前，馬來西亞每年生產約20部劇情片，與300-400部電視劇。馬來西亞擁有了自己的年度國家電影節。全國大約有160家電影院，演出本地電影及外國電影。馬來西亞歡迎外國電影製作人到此拍攝及合作生產，使當地藝人和技術人員有機會爭取曝光與獲得經驗。马来西亚电影以马来语为主流，1950年代以比·南利为首的马来电影一度达到巅峰，然而国内也有以华语、淡米尔语和英语播出的电影，而马来西亚中文电影也融入了马来西亚元素，而当中的历史题材电影提及华人作为马来西亚人的身份多过于其籍貫地。

## 歷史
1933年，馬來西亞本土創作電影《Leila Majnun》讓馬來西亞電影業開始進入發展階段。此電影主要由古代阿拉伯的《萊拉和瑪吉努》改編，講述一對波斯苦命情人的故事，由B.S. Rajhans執導，並由新加坡Motilal Chemical Company of Bombay製作。

## 文化
- 金箏獎

## 資料來源
1. ↑  https://books.google.com.my/books?id=_yxLAQAAIAAJ&q=马来西亚电影+历史&dq=马来西亚电影+历史&hl=zh-CN&sa=X&ved=0ahUKEwiu7uiJpsvYAhVMrY8KHVfXBIsQ6AEIIzAA

## 外部連結
- Malaysian Classical Film Festival